# Antypolonizm

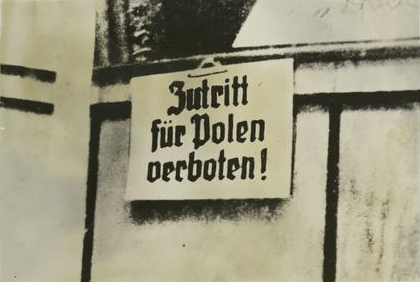
„Polakom wstęp wzbroniony!” – tabliczka powieszona w okupowanej przez Niemców Polsce w 1939 roku

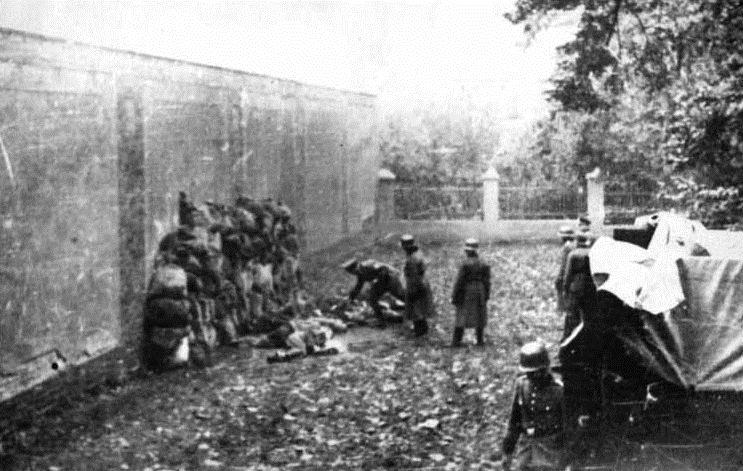
Terror Niemców w okupowanej Polsce (październik 1939)

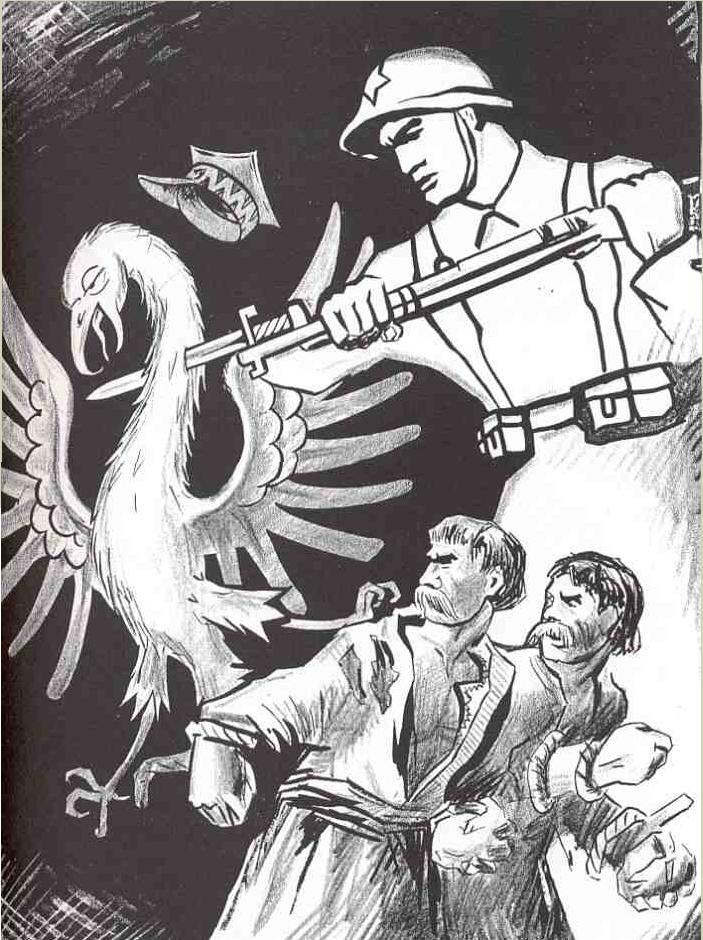
Sowiecki plakat propagandowy z okresu okupacji Polski w 1939 roku – żołnierz Armii Czerwonej zabija bagnetem Białego Orła jako symbol upadku państwa Polskiego rzekomo prześladującego białoruskich i ukraińskich chłopów

Antypolonizm (także: polonofobia) – termin określający zbiorowo wszelkie uprzedzenia, dyskryminację, niechęć i postawy wrogości wobec Polaków. Historycznym odpowiednikiem antypolonizmu jest polakożerstwo, określenie używane w XIX w. wobec antypolskiej polityki Ottona von Bismarcka.

## Historia pojęcia
Termin „antypolonizm” używany jest sporadycznie od początku XX wieku (pojawia się m.in. w pracy prof. Franciszka Bujaka La question Juive en Pologne z 1919) przez analogię do antysemityzmu. Określenia antypolonizm w kontekście wyniszczenia biologicznego Polaków wielokrotnie używali niemieccy naziści w okupowanej Polsce. Hans Frank w podsumowaniu swojej wypowiedzi na temat przebiegu akcji AB w Generalnym Gubernatorstwie stwierdził: „Nadal będziemy stać na stanowisku zdecydowanie antypolskim.” Antypolonizm z antysemityzmem powiązał także Edmund Osmańczyk w wydanej w 1947 roku książce Sprawy Polaków. Używany także m.in. przez Jana Józefa Lipskiego w analogicznym kontekście w latach „Solidarności”. Na początku lat 90. termin „antypolonizm” pojawił się w polskiej publicystyce prawicowej i skrajnie prawicowej jako odpowiedź na oskarżenia o antysemityzm ze strony środowisk żydowskich. Określenie zyskało popularność w trakcie sporu o pogrom w Jedwabnem.
Obecnie termin „antypolonizm” funkcjonuje w obiegu językowym: używany jest powszechnie w prasie, pojawia się w oficjalnych dokumentach polskiego Sejmu i Episkopatu.

## Znaczenie terminu
Źródła antypolonizmu należy upatrywać w polityce germanizacji i rusyfikacji prowadzonej przez zaborców. Otto von Bismarck, premier Prus i późniejszy kanclerz Rzeszy, powiedział o Polakach: „Bijcie Polaków tak długo, dopóki nie utracą wiary w sens życia. Współczuję sytuacji, w jakiej się znajdują. Jeżeli wszakże chcemy przetrwać, mamy tylko jedno wyjście – wytępić ich”. Według późniejszej teorii nazistowskiej Polacy należą do kategorii podludzi niezdolnych do samodzielnego rządzenia. Dyrektywa nr 1306 Ministerstwa Propagandy Rzeszy z dnia 24.10.1939 roku nakazywała oficjalne traktowanie Polaków jako podludzi – „Musi stać się jasnym dla każdego w Niemczech, nawet dla ostatniej dojarki, że polskość jest równoznaczna z podczłowieczeństwem. [...] Trzeba to robić do czasu aż każdy obywatel Niemiec będzie miał zakodowane w swojej podświadomości to, że każdy Polak, nieważne czy robotnik, czy intelektualista, powinien być traktowany jak robactwo.”. Niemcy po wyniszczeniu elit intelektualnych narodu polskiego planowali z kilku milionów Polaków uczynić niewolników, a resztę poddać eksterminacji. Niemieccy naziści dokonali w tym celu na terenie okupowanej Polski szeregu zbrodni, w których uczestniczyła SS oraz Wehrmacht, z których najważniejsze to Intelligenzaktion i Akcja AB. Przykładem jest Generalny Plan Wschodni, w którym planowano wyniszczenie i wysiedlenie większości ludności słowiańskiej aż po Ural. W okupowanej Polsce rozpoczęto ją wysiedleniami ludności Zamojszczyzny.
Antypolonizm często opiera się na stereotypach etnicznych, prowadzących do zachowań dyskryminacyjnych i odbieranych jako krzywdzące. Posługujący się tym terminem publicyści, politycy i duchowni sięgają po niego najczęściej w kontekście incydentów, znamionujących niechęć do Polaków (fizyczne ataki ze względu na narodowość, „Polish jokes”, stereotypowe zdania o Polakach w zagranicznych mediach, przekłamania sformułowania w rodzaju „polskich obozów zagłady”).
Antypolonizm mozna także skojarzyć z niechęcią lub z nienawiścią do Słowian, której przejawem było znane juz od starożytności niewolnictwo Słowian. Ponieważ każda doktryna, a więc również doktryna poniżająca daną grupę etniczną  - w tym także słowiańską i polską grupę etniczną - wymaga uzasadnienia etycznego - sformułowano i rozpowszechniano narracyjną tezę, jakoby Słowianie, a więc także Polacy wywodzili sie od biblijnego, znanego ze Starego Testamentu, Chama - syna Noego

Polskie społeczeństwo, Polacy jako naród, wreszcie państwo polskie od setek lat zarzucane jest rozmaitymi oskarżeniami. A za tymi oskarżeniami idą czyny. Czyny niekiedy tak radykalne, że prowadzące wprost - powiedzmy sobie to szczerze, nie owijając w bawełnę - do ostatecznego zakończenia kwestii polskiej. [...] Tymczasem Polacy i polskie państwo bronią się atawistycznie a nie rozumowo. I przez to ta obrona nie zawsze jest skuteczna, a najczęściej po prostu jest skrajnie nieskuteczna.[...]

Ech! Ty śmierdzisz, ojcze Ubu. Ty się nigdy nie myjesz?
Eh! vous empestez, Père Ubu. Vous ne vous lavez donc jamais? (fr.)

## Krytyka
Zawsze byłem stronnikiem polskiej idei, nawet wtedy, gdy moje sympatie opierały się wyłącznie na instynkcie (…) Moja instynktowna sympatia do Polski zrodziła się pod wpływem ciągłych oskarżeń miotanych przeciwko niej; i – rzec mogę – wyrobiłem sobie sąd o Polsce na podstawie jej nieprzyjaciół. Doszedłem mianowicie do niezawodnego wniosku, że nieprzyjaciele Polski są prawie zawsze nieprzyjaciółmi wielkoduszności i męstwa. Ilekroć zdarzało mi się spotkać osobnika o niewolniczej duszy, uprawiającego lichwę i kult terroru, grzęznącego przy tym w bagnie materialistycznej polityki, tylekroć odkrywałem w tym osobniku, obok powyższych właściwości, namiętną nienawiść do Polski. Nauczyłem się oceniać ją na podstawie tych nienawistnych sądów – i metoda okazała się niezawodną.

Byłem na Galapagos, przemierzyłem Andy, Kordyliery i dziki Ural, poznałem nurt Amazonki i rajskie wyspy oceanu, słowem, objechałem cały świat dokoła, świat pełen cudów natury i monumentalnych krajobrazów... W Polsce byłem kilka razy. Wyznam jednak, że nigdzie nie czułem się tak dobrze, jak w Milanówku, serdecznie podejmowany przez gościnnych mieszkańców tej małej osady...”

W moich wędrówkach w początkach drugiej wojny światowej zdarzyło mi się, co prawda na bardzo krótko, być w Związku Sowieckim. Czekałem na pociąg na stacji jednego z wielkich miast Ukrainy. Był to olbrzymi gmach. (…) Marmurowe schody pełne były śpiących nędzarzy; ich nagie nogi wyglądały z łachmanów, chociaż była to zima. Z góry nad nami głośniki ryczały propagandowe hasła. Przechodząc zatrzymałem się, nagle czymś tknięty. Pod ścianą umieściła się rodzina chłopów: mąż, żona i dwoje dzieci. Siedzieli na koszykach i tobołach. (…) Mówili ze sobą przyciszonymi głosami po polsku. Patrzyłem na nich długo i nagle poczułem, że łzy płyną mi po policzkach. I to, że właśnie na nich zwróciłem uwagę w tłumie, i moje gwałtowne wzruszenie były spowodowane ich zupełną innością. Była to ludzka rodzina, jak wyspa w tłumie, któremu czegoś brakowało do zwyczajnego, małego człowieczeństwa. Gest ręki nalewającej herbatę, uważne, delikatne podanie kubka dziecku (…) ich odosobnienie, ich prywatność w tłumie – oto co mną wstrząsnęło.